# پل شکسته قمرود
پل شکسته قمرود مربوط به دوره صفوی است و در شهرستان قم، بخش مرکزی، روستای کاج واقع شده و این اثر در تاریخ ۲۴ اسفند ۱۳۸۳ با شمارهٔ ثبت ۱۱۵۰۴ به‌عنوان یکی از آثار ملی ایران به ثبت رسیده است.